# Lambda Driver
Il Lambda Driver è un dispositivo tecnologico nella light novel, manga e anime Full Metal Panic!.

## Descrizione
Chiamato ufficialmente "sistema generatore di campi repulsivi a falso asse", il Lambda Driver è un dispositivo frutto della Black Technology in grado di esercitare forza meccanica sullo spazio senza interazione fisica osservabile. "Falso asse" si riferisce all'assenza di interazione fisica, o di potenza di leva nell'applicazione della forza. Ciò è in diretta violazione dei Principi della dinamica newtoniana, in particolare della terza legge di Newton.
Persino nel mondo di Full Metal Panic, questo strumento è considerato un oggetto fantascientifico. Molti dei personaggi faticano a credere alle sue capacità. Le sue potenzialità sono assai maggiori di quelle di qualsiasi tecnologia che esista nell'universo della novel. In questo universo immaginario, il Lambda Driver è il più lampante esempio di Black Technology. Il potere di questo dispositivo è talmente estremo che molti personaggi ritengono la sua stessa esistenza un'innaturale anomalia.
In aggiunta alla manifestazione di campi di forza, si rivela più avanti nella vicenda che il Driver è in grado di alterare la massa inerziale osservabile degli oggetti. Il Lambda Driver, quando in funzione, emette un caratteristico scintillio che accompagna i campi di forza. Successivamente, un congegno nominato "fairy eye" viene sviluppato per rilevare i Lambda Drivers attivi e le loro emissioni di luce.
Il Driver è equipaggiato sugli Arm Slaves, sia come misura difensiva che come arma d'attacco. Un Driver attivo permette al pilota di generare campi di forza non permeabili da alcuna forma conosciuta di attacco convenzionale. Non si è a conoscenza del limite massimo di energia cinetica che il Lambda Driver è in grado di deviare o bloccare. Attualmente, non esiste nessun caso conosciuto di un campo L. Driver penetrato, se non grazie ad un campo indotto da un L. Driver avversario. Nella loro forma offensiva, si è osservato come i campi di forza Lambda Driver abbiano indotto immense quantità di forza cinetica contro un obiettivo, riproducendo il danno di un'esplosione, o di un'onda d'urto direzionata, simile in grandezza a una detonazione nucleare. La manifestazione dei campi di forza L. Driver è alquanto variabile, e si sono osservati abili piloti sia usarlo per tagliare di netto un Arm Slave, sia concentrarlo e danneggiare esclusivamente il pilota all'interno di un Arm Slave.
Anche operativo, un Lambda Driver non è del tutto impenetrabile, considerato che l'Arm Slave al suo interno è visibile anche quando il campo colpisce un oggetto, o un altro campo Lambda. Ciò è prova del fatto che la luce visibile penetra lo scudo, e se il campo fosse davvero continuo allora dei residui sarebbero liberati anche quando l'Arm slave stesse semplicemente in piedi. Per citare un altro esempio, un Codarl Arm Slave equipaggiato di L. Driver defletteva i proiettili in arrivo uno per uno, ma solo il punto d'impatto si mostrava come visibile distorsione. È quindi possibile che il campo di forza devii solo oggetti o particelle al di sopra di una certa quantità di moto, probabilmente tali da provocare danni (o forse quelli che il pilota sa pericolosi per la sua sopravvivenza). Perciò oggetti ad alta velocità ma con limitata massa (molecole di aria o gas, luce visibile) o quelli dotati di grande massa ma poca velocità (pietre o detriti sul terreno) non sono affetti. Se questo è vero, allora teoricamente parlando si potrebbe penetrare il campo semplicemente lasciando una mina o un'altra arma non mobile che esploda quando è all'interno del campo Lambda dell'Arm Slave che gli si avvicina. Ma, a causa della potenza e sensibilità dei sistemi di sensori di cui gran parte degli Arm Slaves è dotata, questo risulterebbe difficile da realizzare.
Applicazioni dirette del Lambda Driver sono state osservate piuttosto avanti nella vicenda.
Nel Piano 1501, il Behemoth necessitava del Lambda Driver per operare. Il Driver abbassava la massa inerziale osservabile dell'unità, riducendo il carico strutturale interno. Senza il Driver attivo, l'enorme Arm Slave subirebbe un cedimento strutturale, dato che la sua struttura interna collasserebbe sotto il suo stesso peso. Si è osservato che L'ARX-7 Arbalest modifica la sua massa inerziale, potendo così sfruttare strutture altrimenti fragilissime come base podale. L'Arbalest usa il Driver anche per avvolgere i proiettili sparati dal suo cannone 57mm per penetrare il campo difensivo dei suoi avversari.
Il Lambda Driver richiede un'enorme potenza elettrica, nonché un operatore umano. L'operatore deve emettere onde cerebrali nell'intervallo 30 - 40 Hz, dette Onde Gamma. Queste onde sono emesse in stato di grande concentrazione, o grazie all'uso di alcuni farmaci psicoattivi di produzione estremamente specializzata. il sistema inoltre disperde enormi quantità di calore quando è sottoposto alla carica. Casi conosciuti di fallimento del Driver includono sovraccarico causato da danni al sistema di raffreddamento, o eccesso nell'emissione calorica del sistema. Gli enormi potenziali elettrici e l'emissione calorica precludono l'uso del L. Driver in congiunzione con l'ECS.
Per ragioni sconosciute, le condizioni mentali dell'operatore funzionano come chiave per l'attivazione del Driver. Il sistema è poi gestito direttamente dall'immagine mentale dell'operatore, e i suoi poteri si manifestano in totale accordo con quanto è "immaginato". Per questo la più comune e basilare manifestazione del campo è un istintivo scudo di difesa. La grandezza del campo manifestato sembra in diretta relazione con la forza di volontà che lo genera. È questo che dà l'impressione che il Lambda Driver "converta" la volontà dell'operatore in un campo di forza diretto.
Si sa di due organizzazioni che hanno in dotazione esempi funzionanti di Lambda Driver. Una è l'organizzazione mercenaria internazionale anti-terrorismo Mithril con l'Arm Slave ARX-7 Arbalest. L'altra è l'organizzazione conosciuta solo come Amalgam.
La Mitrhil non possiede al momento l'abilità di produrre nuove unità L. Driver, dato che il suo unico membro capace di comprendere la Black Technology, Bunny Morauta, si è suicidato. Il Driver utilizzato dalla Mithril mostra inoltre numerose instabilità che impediscono al congegno di raggiungere un largo sfruttamento. Innanzitutto, il sistema si è adattato al primo pilota ad averlo attivato. Secondo, sia l'inizializzazione e l'output del sistema sono altamente dipendenti dalla condizione mentale del pilota, rendendolo inaffidabile come sistema bellico militare.
La Amalgam, al contrario, è in possesso sia della conoscenza sia della capacità di creare unità L. Driver, e ne ha prodotte in numero limitato. Per ragioni ignote, queste unità hanno esibito assai più stabilità operativa della singola unità utilizzata dalla Mithril. In cambio di una maggiore stabilità, queste unità sembrano superate dall'unità Mithril per picco di potenza emissiva, e hanno limitazioni nella flessibilità della manifestazione del campo di forza. Ciò si attribuisce alla differenza che corre fra un'unità prototipo ed una per uso in campo militare.
Il nome "Lambda Driver" è molto probabilmente basato sulla lettera lambda dell'alfabeto greco, come Uruz (il nome del team) è tratto dall'alfabeto runico.